# Miaoyingtemplet

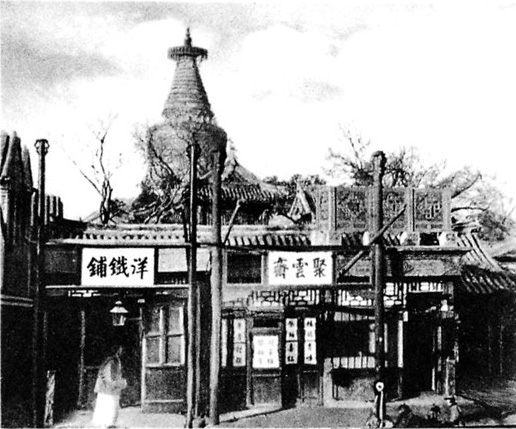
Vita pagoden 1902

Miaoyingtemplet (妙应寺; Miàoyīng sì) är ett tempel i Peking i Kina. Miaoyingtemplet ligger i västra delen av centrala Peking i Xichengdistriktet ca 4 km nordväst om Himmelska fridens torg.
I norra delen av templet finns Vita pagoden (白塔寺; Báitǎsì) som ursprungligen uppfördes 1096 under Liaodynastin. 1271 under Yuandynastin genomfördes en storskalig renovering och utökning som närmast är att jämföra med ett nyuppförande. Tempelbyggnaden renoverades 1279, men förstördes av en brand tolv år senare. 1457 under Mingdynastin återuppbyggdes templet till dagens utförande och fick namnet Miaoyingtemplet. Vita pagoden har behållit utformning från 1271.  Under jordbävningen i Tangshan 1976 skadades templet, men det reparerades och förstärktes 1978. Under renoveringen hittades ett gömt utrymme inne i Vita pagoden som bland annat innehöll kalligrafi av kejsar Qianlong.
Vita pagoden är 50,9 m hög (15 m högre än den liknande och betydligt mer kända pagoden i Beihaiparken) och är en av få byggandes som finns kvar från Yuandynastins Khanbalik.
| Pekings tunnelbana |         |                     |
|                    | Linje 2 | Fuchengmen (阜成门) |
|                    | Linje 4 | Xisi (西四)         |